# Lampenpoetsergras
Lampenpoetsergras (Cenchrus) is een geslacht uit de grassenfamilie (Poaceae). De soorten komen voor  in Azië, Afrika, Australië, Amerika en op talrijke Oceanische eilanden.

## Soorten
- Cenchrus abyssinicus (Hack.) Morrone
- Cenchrus afer (Bory) Veldkamp
- Cenchrus agrimonioides Trin.
- Cenchrus alopecuroides (L.) Thunb.
- Cenchrus americanus (L.) Morrone
- Cenchrus annuus (Mez) Morrone
- Cenchrus arnhemicus (F.Muell.) Morrone
- Cenchrus articularis (Trin.) M.W.Tornab. & W.L.Wagner
- Cenchrus basedowii (Summerh. & C.E.Hubb.) Morrone
- Cenchrus beckeroides (Leeke) ined.
- Cenchrus biflorus Roxb.
- Cenchrus brevisetosus (B.K.Simon) B.K.Simon
- Cenchrus brownii Roem. & Schult.
- Cenchrus caliculatus Cav.
- Cenchrus caudatus (Schrad.) Kuntze
- Cenchrus chilensis (É.Desv.) Morrone
- Cenchrus ciliaris L. - Buffelgras
- Cenchrus clandestinus (Hochst. ex Chiov.) Morrone
- Cenchrus complanatus (Nees) Morrone
- Cenchrus distachyus (E.Fourn.) Morrone
- Cenchrus distichophyllus Griseb.
- Cenchrus divisus (J.F.Gmel.) Verloove, Govaerts & Buttler
- Cenchrus domingensis (Spreng. ex Schult.) Morrone
- Cenchrus durus (Beal) Morrone
- Cenchrus echinatus L.
- Cenchrus elegans (Hassk.) Veldkamp
- Cenchrus elymoides F.Muell.
- Cenchrus exiguus (Mez) ined.
- Cenchrus flaccidus (Griseb.) Morrone
- Cenchrus flexilis (Mez) Morrone
- Cenchrus foermerianus (Leeke) Morrone
- Cenchrus fungigraminus Z.X.Lin, D.M.Lin & S.R.Lan
- Cenchrus geniculatus Thunb.
- Cenchrus glaucifolius (Hochst. ex A.Rich.) Rudov
- Cenchrus gracilescens (Hochst.) Zon
- Cenchrus gracillimus Nash
- Cenchrus henryanus (F.Br.) M.W.Tornab. & W.L.Wagner
- Cenchrus hohenackeri (Hochst. ex Steud.) Morrone
- Cenchrus hordeoides (Lam.) Morrone
- Cenchrus intectus (Chase) Morrone
- Cenchrus lanatus (Klotzsch) Morrone
- Cenchrus latifolius (Spreng.) Morrone
- Cenchrus laxius (Clayton) Zon
- Cenchrus ledermannii (Mez) ined.
- Cenchrus longisetus M.C.Johnst.
- Cenchrus longispinus (Hack.) Fernald
- Cenchrus longissimus (S.L.Chen & Y.X.Jin) Morrone
- Cenchrus massaicus (Stapf) Morrone
- Cenchrus mezianus (Leeke) Morrone
- Cenchrus michoacanus H.F.Gut. & Morrone
- Cenchrus mitis Andersson
- Cenchrus monostigma (Pilg.) Morrone
- Cenchrus multiflorus J.Presl
- Cenchrus mutilatus Kuntze
- Cenchrus myosuroides Kunth
- Cenchrus nanus (Engl.) ined.
- Cenchrus nervosus (Nees) Kuntze
- Cenchrus nodiflorus (Franch.) Zon
- Cenchrus nubicus (Hochst.) Zon
- Cenchrus occidentalis (Chase) Morrone
- Cenchrus orientalis (Rich.) Morrone
- Cenchrus palmeri Vasey
- Cenchrus pauperus (Steud.) Morrone
- Cenchrus pedicellatus (Trin.) Morrone
- Cenchrus pennisetiformis Steud.
- Cenchrus peruvianus (Trin.) Morrone
- Cenchrus petiolaris (Hochst.) Morrone
- Cenchrus pilcomayensis (Mez) Morrone
- Cenchrus pilosus Kunth
- Cenchrus pirottae (Chiov.) Zon
- Cenchrus platyacanthus Andersson
- Cenchrus preslii (Kunth) ined.
- Cenchrus prieurii (Kunth) Maire
- Cenchrus procerus (Stapf) Morrone
- Cenchrus prolificus (Chase) Morrone
- Cenchrus pseudotriticoides (A.Camus) Voronts.
- Cenchrus pumilus (Hack.) ined.
- Cenchrus purpureus (Schumach.) Morrone
- Cenchrus qianningensis (S.L.Zhong) Morrone
- Cenchrus ramosus (Hochst.) Morrone
- Cenchrus rigidus (Griseb.) Morrone
- Cenchrus riparius (Hochst. ex A.Rich.) Morrone
- Cenchrus robustus R.D.Webster
- Cenchrus rupestris (Chase) Morrone
- Cenchrus sagittatus (Henrard) Morrone
- Cenchrus schweinfurthii (Pilg.) Zon
- Cenchrus setaceus (Forssk.) Morrone
- Cenchrus setigerus Vahl
- Cenchrus setosus Sw.
- Cenchrus shaanxiensis (S.L.Chen & Y.X.Jin) Morrone
- Cenchrus sichuanensis (S.L.Chen & Y.X.Jin) Morrone
- Cenchrus sieberianus (Schltdl.) Verloove
- Cenchrus somalensis Clayton
- Cenchrus sphacelatus (Nees) Morrone
- Cenchrus spinifex Cav.
- Cenchrus squamulatus (Fresen.) Morrone
- Cenchrus stramineus (Peter) Morrone
- Cenchrus tempisquensis (R.W.Pohl) Morrone
- Cenchrus thulinii (S.M.Phillips) Morrone
- Cenchrus trachyphyllus (Pilg.) Morrone
- Cenchrus tribuloides L.
- Cenchrus trisetus (Leeke) Morrone
- Cenchrus tristachyus (Kunth) Kuntze
- Cenchrus uliginosus (Hack.) ined.
- Cenchrus unisetus (Nees) Morrone
- Cenchrus violaceus (Lam.) Morrone
- Cenchrus weberbaueri (Mez) Morrone
- Cenchrus yemensis (Deflers) Rudov & Akhani

## Hybriden
- Cenchrus × cupreus (Thorpe) Govaerts
- Cenchrus × longistylus (Hochst. ex A.Rich.) Thulin & S.M.Phillips
- Cenchrus × peregrinus Faccenda

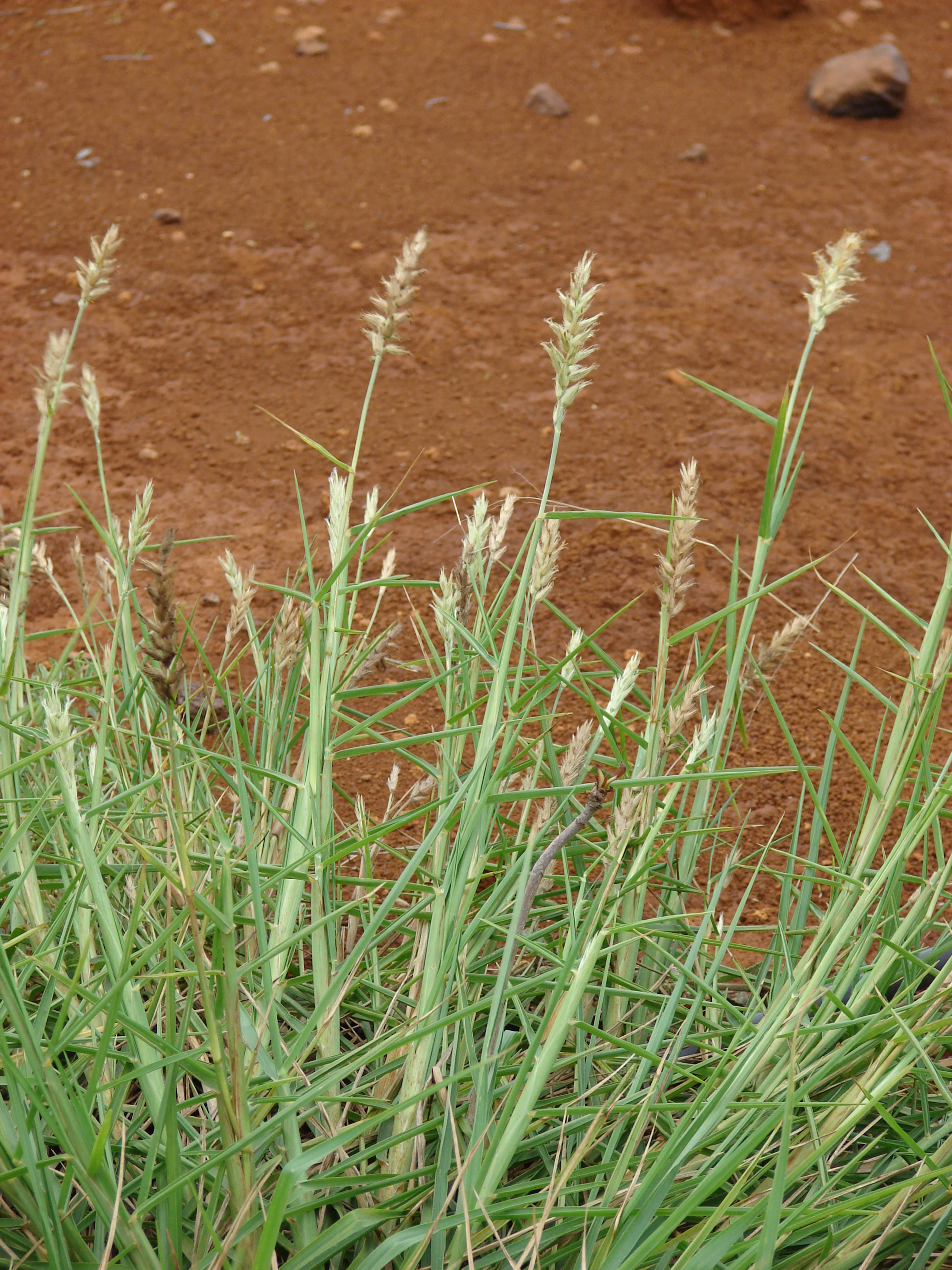
Cenchrus agrimonioides var. agrimonioides
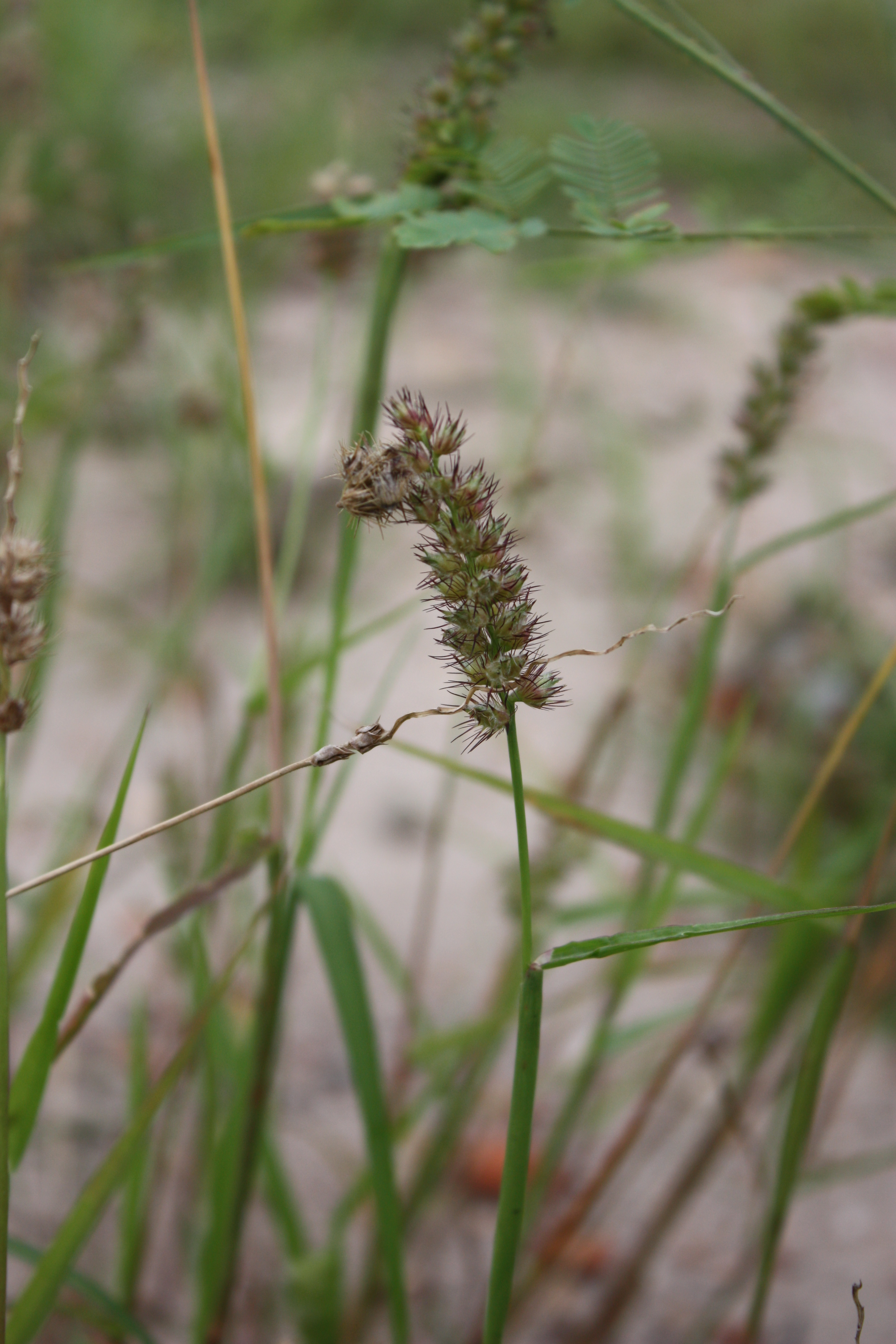
Cenchrus biflorus
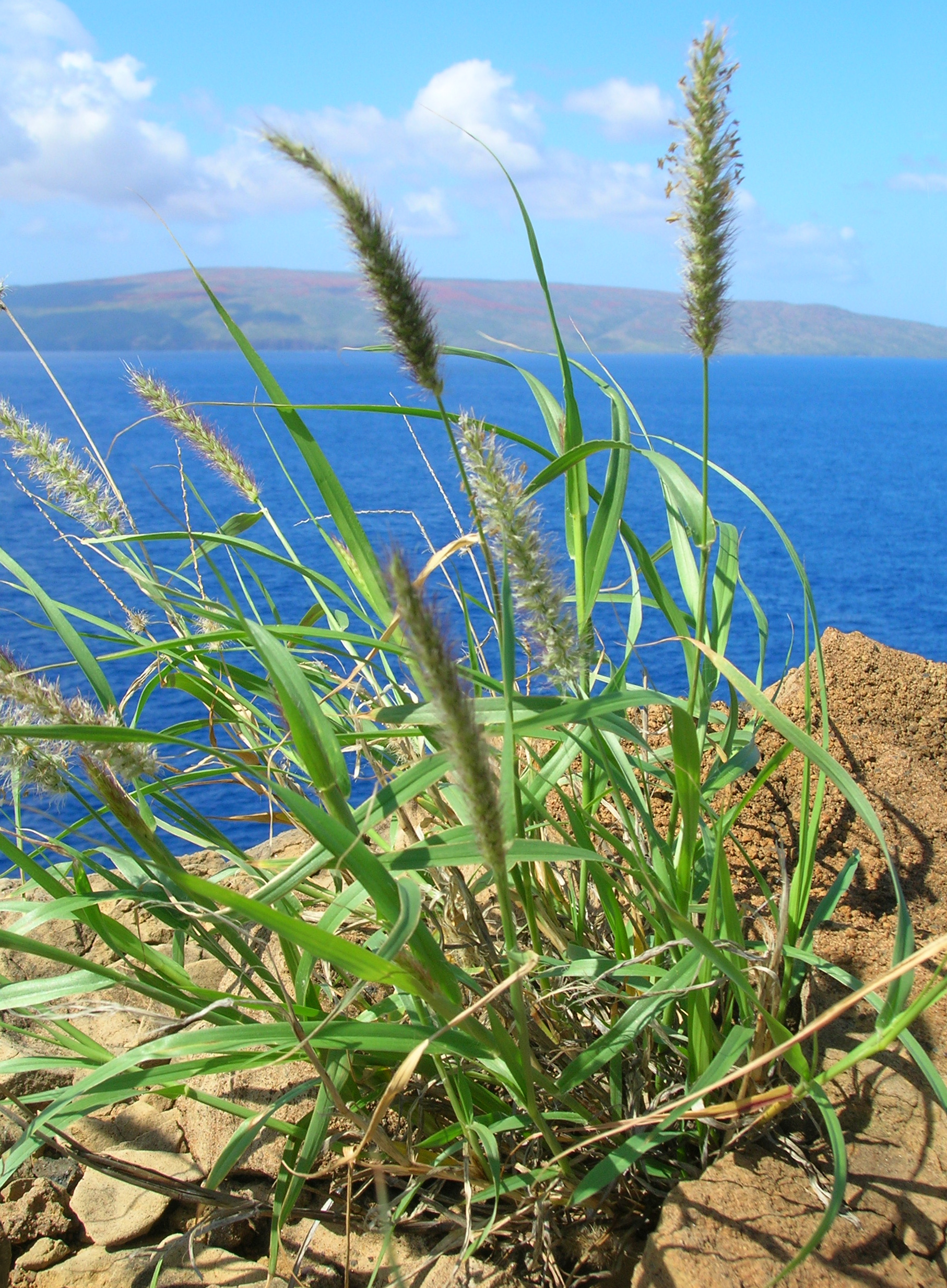
Cenchrus ciliaris
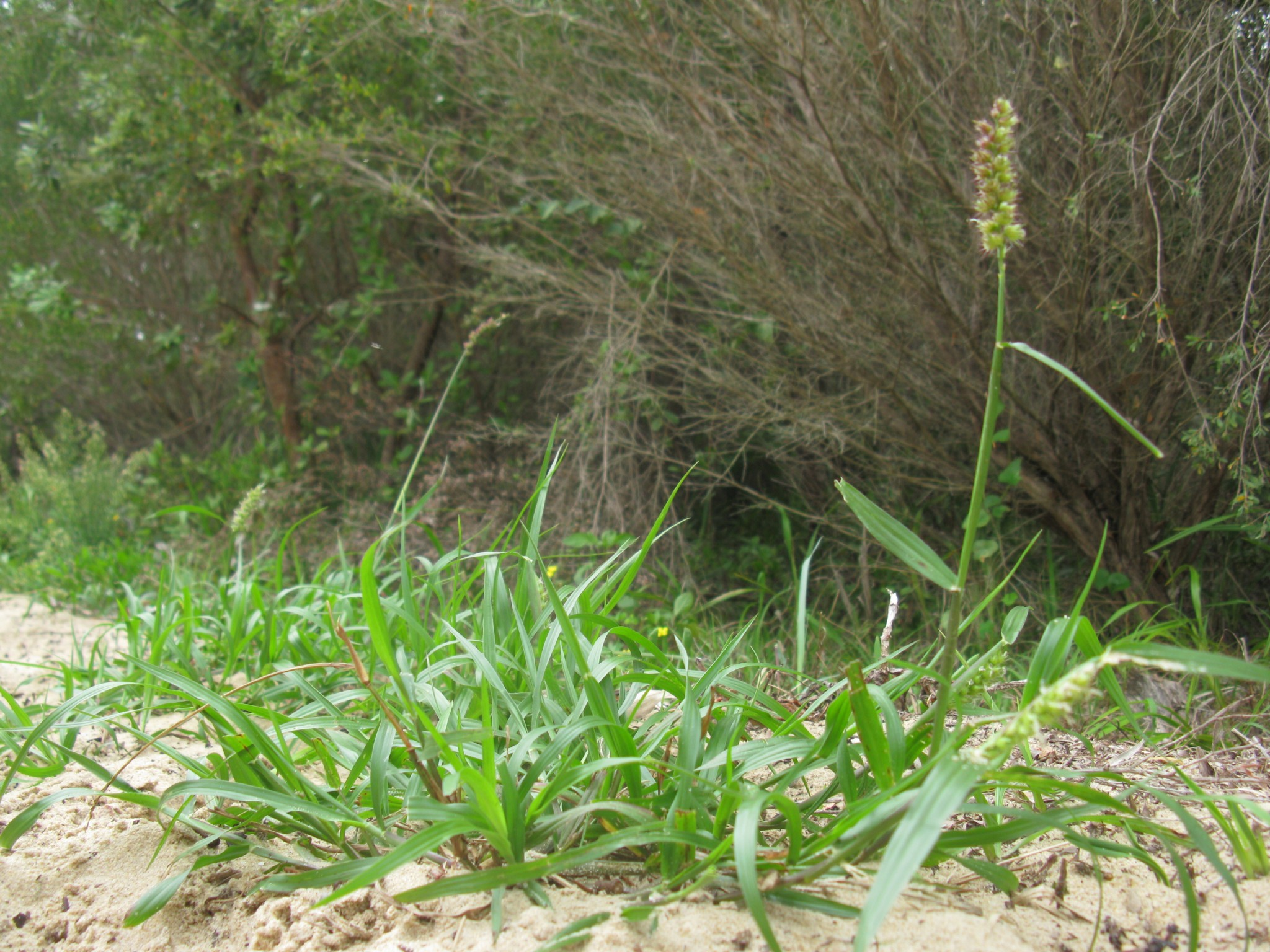
Cenchrus echinatus
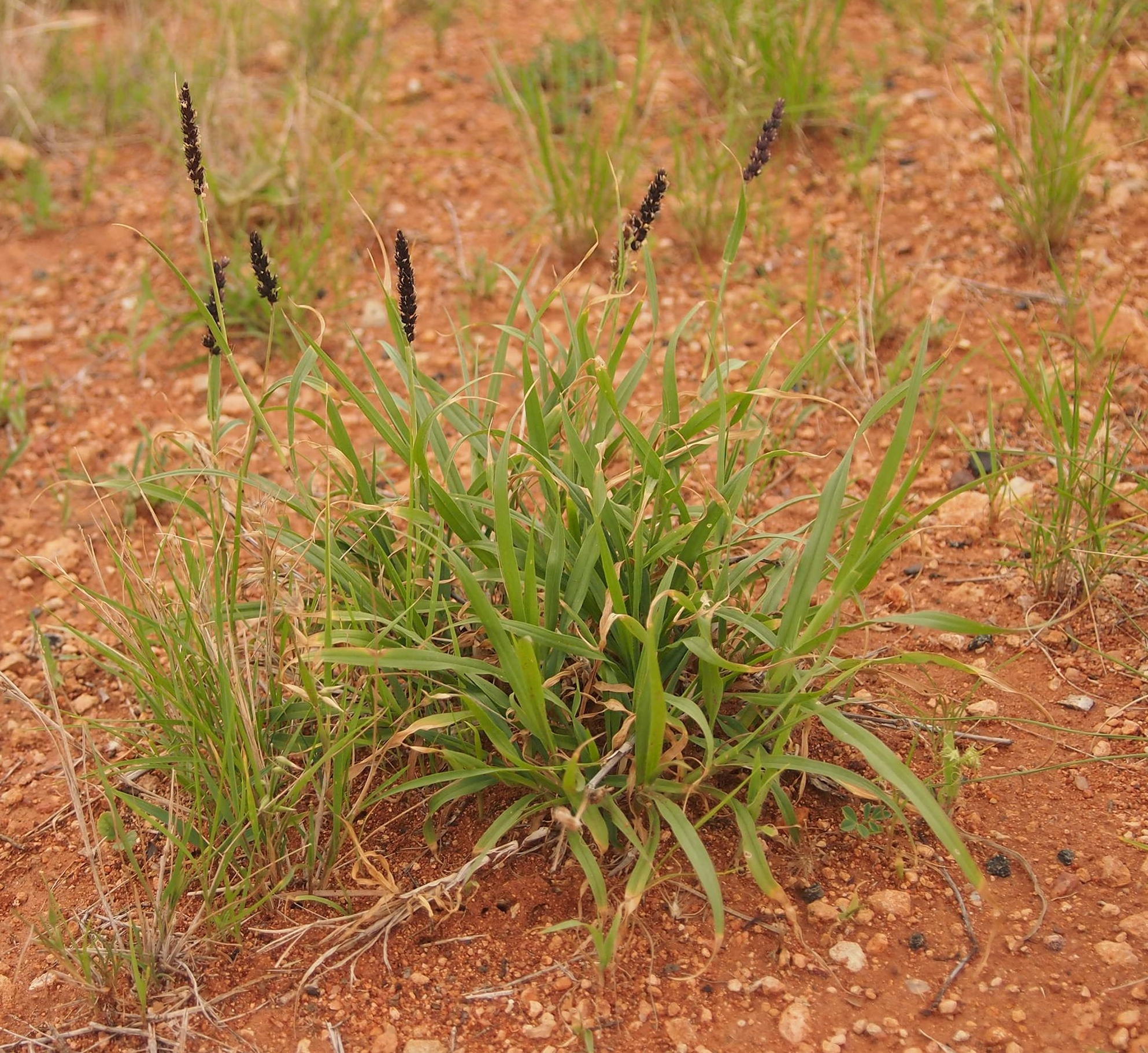
Cenchrus setiger
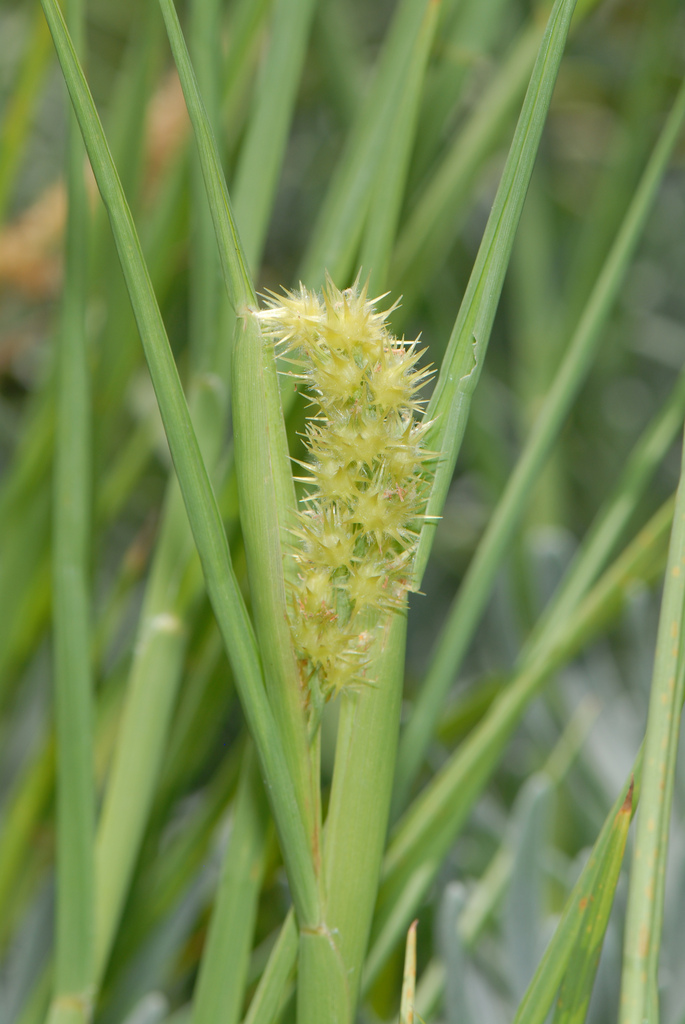
Cenchrus tribuloides